# Леми (социална мрежа)
„Леми“ (на английски: Lemmy) е свободен софтуер с отворен код за самостоятелно хоствана социална мрежа за агрегиране на новини и дискусионни форуми. Сървърите, хоствани по този начин, известни като „инстанции“, комуникират помежду си чрез протокола ActivityPub и с това са съвместими с други услуги във федисферата като „Мастодон“.

## Описание
Мрежата „Леми“ се състои от мрежа от индивидуални инсталации на софтуера Lemmy, които могат да комуникират помежду си. Този подход е различен от централизираната, монолитна структура на други платформи на социални медии и е наричан федерирана алтернатива на Reddit.
Потребителите на отделни инстанции изпращат публикации с хипервръзки, текст или снимки в създадени от потребителите форуми за обсъждане, наречени „общности“. Дискусията е под формата на коментари, групирани в дискусионни нишки. Другите потребители могат да гласуват за или против публикации и коментари. Възможността за гласуване против може да бъде деактивирана от администраторите на всяка инстанция.
Общностите са локални за дадена инстанция, но потребители могат да се абонират за общности, които не са в тяхната инстанция, както и да създават публикации и да оставят коментари. Модерирането се извършва от администраторите на всяка инстанция и модераторите на конкретни общности. Имената на общността започват с c/ в URL (напр. lemmy.ml/c/simpleliving) и могат да се споменават от другаде в „Леми“ с помощта на формата !simpleliving@lemmy.ml.
От „Мастодон“ общностите могат да се споменават с @simpleliving@lemmy.ml и като резултат споменаващите „Мастодон“ постове се появяват и като теми в „Леми“. С този симбиозен механизъм „Леми“ служи като еквивалент на групите във „Фейсбук“.
Първата страница на всяка инстанция показва популярни публикации от различни общности. Потребителите могат да филтрират тези публикации според произхода: публикации от инстанцията, на която се намира потребителят, от всички обединени инстанции, или публикации от общности, за които потребителят е абониран